# 茄碱
茄碱（Solanine），又称龙葵碱、龍葵素、茄苷，是茄科物种中被发现的一种糖苷生物碱毒素，例如在马铃薯（Solanum tuberosum）、番茄（Solanum lycopersicum）和茄子（Solanum melongena）的物种中。它可以在植物的任何部分自然发生，包括叶子、果实和块茎。茄碱具有杀虫特性，是植物自然防御之一。茄碱首先在1820年从欧洲黑茄（龙葵，Solanum nigrum）的浆果中被分离出来，之后被命名。
茄碱由 β-D-葡萄糖、D-半乳糖和 L-鼠李糖组成的茄三糖与茄啶相连组成。雖有毒，但在醫療上卻有許多貢獻，有不少研究報告指出可注射少許劑量來治療子宮頸癌、食道癌、乳腺癌、肺癌、肝癌、絨毛膜上皮癌、卵巢癌等癌症。

## 存在
茄鹼存在于马铃薯、番茄和茄子等茄科植物中。α-茄碱与α-卡茄碱占马铃薯中总糖苷生物碱含量的95％。當马铃薯被日光照射，使其外皮顏色轉綠，開始準備發芽時，茄碱含量會大幅增加。在一般的馬鈴薯中，其茄碱的含量一般为30～100 ppm，通常认为200 ppm以内食用是安全的，但发芽马铃薯芽眼四周和见光变绿部位，茄碱的含量极高，可达5000 ppm，因此食用是非常危险的。

## 毒性
茄碱是一种胆碱酯酶抑制剂，人畜摄取过量均会引起中毒。早期症状为舌咽麻痒、胃部灼痛、呕吐、腹泻，继而瞳孔散大、耳鸣、兴奋，重者抽搐、意识丧失，甚至死亡。
2-5 mg/kg体重的剂量即可产生中毒症状，而3-6 mg/kg的剂量就可能致命。中毒一般在进食后8至12小时发作，但在极端高剂量摄入的情况下，可能在10分钟内就出现症状。
茄碱对热稳定，一般烹煮不会受到破坏。

## 性质
白色细针状结晶。约190℃结块变为棕色。几乎不溶于水、乙醚、氯仿，易溶于热乙醇。用酸水解时可产生茄啶和三种糖。

## 用途
用于生化研究。以前用于治疗支气管炎、癫痫和哮喘。

## 外部連結
- a-Chaconine and a-Solanine, Review of Toxicological Literature
- MedlinePlus百科全书 002875 – "Green tubers and sprouts"